# Oelseniederung mit Torfstichen
Oelseniederung mit Torfstichen este o arie protejată (sit de importanță comunitară — SCI) din Germania întinsă pe o suprafață de 86,06 ha, integral pe uscat.

## Localizare
Centrul sitului Oelseniederung mit Torfstichen este situat la coordonatele 52°09′29″N 14°22′13″E / 52.1581°N 14.3703°E.

## Înființare
Situl Oelseniederung mit Torfstichen a fost declarat sit de importanță comunitară în septembrie 2000 pentru a proteja 10 specii de animale.

## Biodiversitate
Situată în ecoregiunea continentală, aria protejată conține 4 habitate naturale: Lacuri eutrofice naturale cu vegetație de tip Magnopotamion sau Hydrocharition, Păduri de stejar sau de stejar și carpen sub-atlantice și medio-europene de Carpinion betuli, Păduri acidofile de stejar bătrân cu Quercus robur pe câmpii nisipoase, Păduri aluvionare cu Alnus glutinosa și Fraxinus excelsior (Alno-Padion, Alnion incanae, Salicion albae).
La baza desemnării sitului se află mai multe specii protejate:
- păsări (6): pescăruș albastru (Alcedo atthis), cuc (Cuculus canorus), becațină comună (Gallinago gallinago), Grus grus grus, codobatură de munte (Motacilla cinerea), vultur pescar (Pandion haliaetus)
- amfibieni (1): buhai de baltă cu burta roșie (Bombina bombina)
- mamifere (1): vidră de râu (Lutra lutra)
- nevertebrate (2): Vertigo angustior, Vertigo moulinsiana

Pe lângă speciile protejate, pe teritoriul sitului au mai fost identificate 6 specii de plante, 1 specie de nevertebrate, 1 specie de reptile.